# برتونيلة الفأر الشوكي
برتونيلة الفأر الشوكي (الاسم العلمي: Bartonella acomydis) هي نوع من البكتيريا تتبع جنس البرتونيلة من فصيلة البارتونيلات.